# WeWork
WeWork ist ein US-amerikanisches Unternehmen, das Büroflächen und Coworking Spaces für Selbständige und Unternehmen anbietet. In Deutschland betreibt das Unternehmen Standorte in Berlin, Frankfurt am Main, Hamburg, Köln und München; weltweit bestanden 2019 über 650 Standorte.

## Geschichte

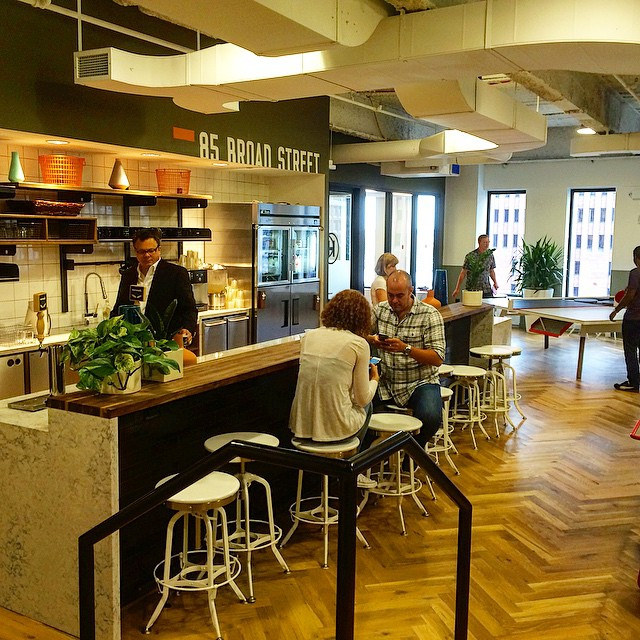
WeWork-Küchenbereich in New York

WeWork wurde 2010 von Miguel McKelvey und Adam Neumann in New York City gegründet. 2011 geriet das Unternehmen wegen Bilanzkosmetik in die Kritik. 2014 berichtete Forbes, WeWork sei der am schnellsten wachsende Mieter von Büroflächen in New York City. Im selben Jahr wurde der Wert des Unternehmens auf 5 Milliarden US-Dollar geschätzt. 2017 wurde das Unternehmen auf 20 Milliarden US-Dollar geschätzt. Zu Beginn des Jahres 2019 wurde Wework mit 47 Milliarden Dollar bewertet.
Seit Anfang 2019 verfolgt WeWork die neue Strategie „The We Company“, die um die Sparten „WeLive“ (Vermietung von Wohnräumen mit ähnlichem Konzept) und „WeGrow“ (Bildungsdienstleistungen) ergänzt wird. Im März 2019 wurden etwa 300 Mitarbeiter entlassen.
Mit der Vorlage des Börsenprospekts im August 2019 zur Vorbereitung des Börsengangs wuchs die Kritik an der Unternehmensstruktur, die Adam Neumann großen Einfluss sicherte. Zudem war offen, wie das Unternehmen profitabel werden könne, weil neben den Umsätzen auch die Verluste gestiegen waren. Ende September 2019 trat Neumann mit sofortiger Wirkung vom Amt des Vorstandsvorsitzenden zurück, ihn ersetzen Artie Minson (zuvor Finanzvorstand) und Sebastian Gunningham (zuvor Vize-Chairman) als Doppelspitze. Neumann bleibt aber Vorsitzender des Verwaltungsrats (Chairman). Medienberichten zufolge hatte der Investor Softbank Druck ausgeübt, um den Wechsel an der WeWork-Spitze zu erreichen. Mit elf Milliarden Dollar ist Softbank der größte Investor. Der für September 2019 vorgesehene Börsengang wurde verschoben. Die New York Times berichtete von Überlegungen des Konzerns, sich von 4.000 bis 5.000 seiner zu diesem Zeitpunkt mehr als 12.500 Beschäftigten zu trennen.
Am 21. Oktober 2021 fand WeWork doch noch den Weg an die Börse – durch eine Fusion mit der Zweckgesellschaft BowX Acquisition Corp.  Wework wurde allerdings nur noch mit neun Milliarden Dollar bewertet. Die Corona-Pandemie wirkte erschwerend auf das Geschäftsmodell.
In einer Mitteilung vom August 2023 an die US-Börsenaufsicht SEC äußerte WeWork erhebliche Zweifel („substantial doubt“) am Fortbestand des eigenen Unternehmens.
Am 6. November 2023 beantragte WeWork beim Bundesgericht von New Jersey Insolvenzschutz nach Chapter 11 für Standorte in den USA und Kanada
und erklärte, man traf Vereinbarungen mit der Mehrheit der Inhaber besicherter Schuldverschreibungen und wolle „nicht operative“ Mietverträge kürzen.

## Funktionsweise

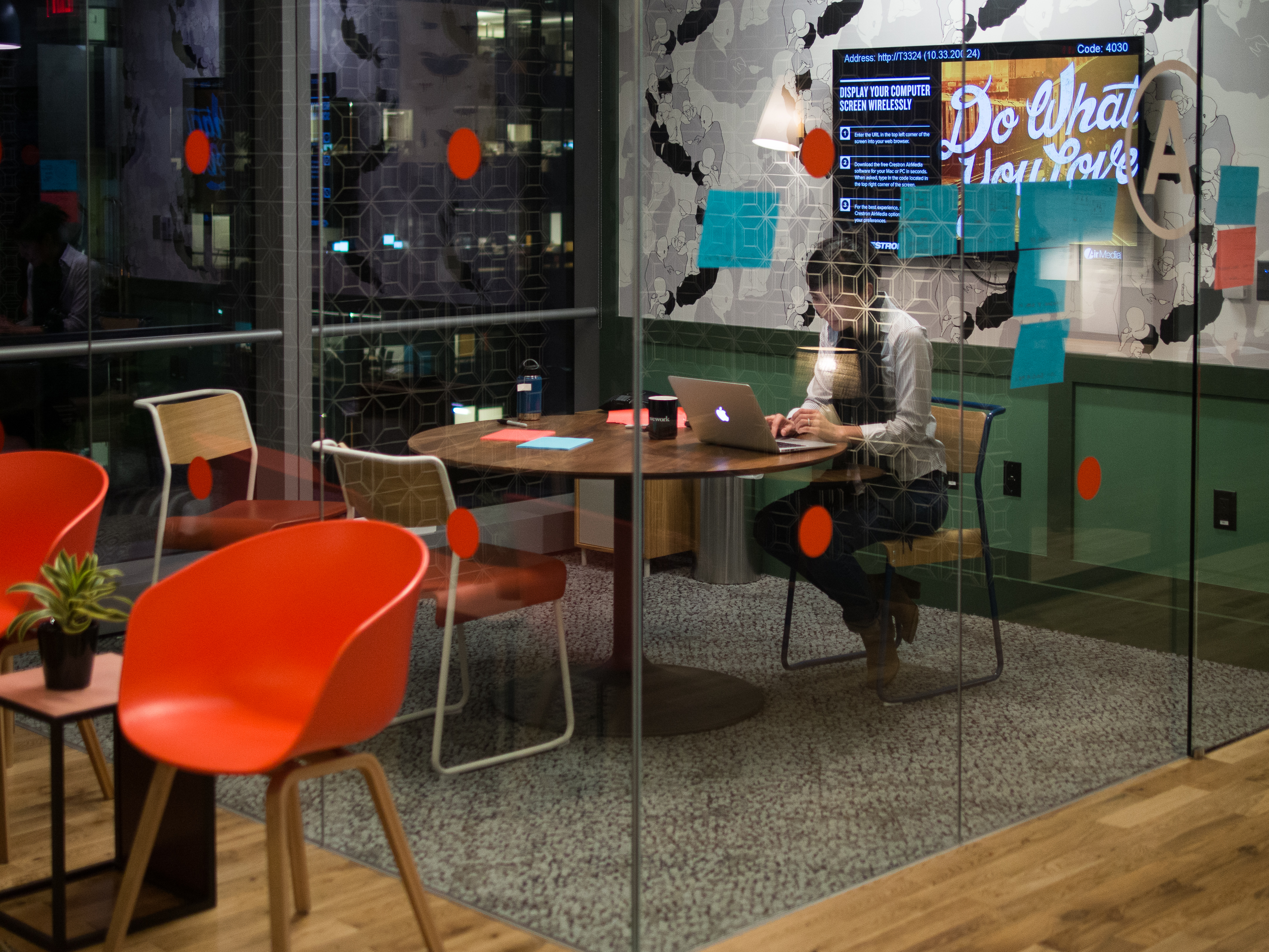
„Workspace“ in San Francisco

Um die Arbeitsplätze an den Standorten von WeWork zu nutzen, müssen Personen oder Unternehmen Mitglied bei WeWork werden. Hierbei ist es möglich, einen Schreibtisch in einem offenen Arbeitsbereich permanent zu mieten oder Zugang zu einem Kontingent wechselnd besetzter Schreibtische zu erwerben, wobei der Mieter nicht immer denselben Arbeitsplatz nutzt. Außerdem können private Büros, komplette Büroetagen sowie komplette Standorte gemietet werden. Sofern es noch andere WeWork-Mieter an den Standorten gibt, teilen sich diese einige Dienstleistungen, zum Beispiel in Form von Besprechungsräumen. Bestimmte interne Dienstleistungen können neben Dienstleistungen dritter Anbieter in einem Online-Shop erworben werden.

## Rezeption

### Filmdokumentation
- WeWork: Or the Making and Breaking of a $47 Billion Unicorn. Regie von Jed Rothstein. Produziert von Ross M. Dinerstein. USA 2021. 104 Min.
- WeCrashed, Drama, 1 Staffel mit 8 Folgen, erschienen am 1. April 2022, Creators: Drew Crevello und Lee Eisenberg.[21]